# Poul Moll Nielsen
Knud Poul Moll Nielsen (1930.) je bivši danski hokejaš na travi.
Rodio se na Sjællandu u Danskoj.
Brat je danskog hokejaškog reprezentativca Villyja Molla Nielsena.
Sudjelovao je na Olimpijskim igrama na olimpijskom hokejaškom turniru 1948. u Londonu. Igrao je za Dansku. Danska je ispala u 1. krugu. Bio je najmlađi igrač u postavi. Nastupio je sa samo 18 godina.
Drugi put se pojavio na Olimpijskim igrama na olimpijskom hokejaškom turniru 1960. u Rimu. Igrao je za Dansku, koja je na turniru okončala na zadnjem, 16. mjestu. 

## Vanjske poveznice
- Profil na Sports Reference.com  Arhivirana inačica izvorne stranice od 30. siječnja 2012. (Wayback Machine)